# Jim Thomas (basket-ball)
Pour les articles homonymes, voir Jim Thomas et Thomas.
James Edward « Jim » Thomas, né le 19 octobre 1960, à Lakeland, en Floride, est un joueur et entraîneur américain de basket-ball. Il évolue durant sa carrière au poste d'arrière.

## Palmarès
- Finaliste du championnat du monde 1982
- Champion NCAA 1981
- CBA All-Defensive Second Team 1986
- WBL All-Defensive Team 1988